# Kolonizace Marsu

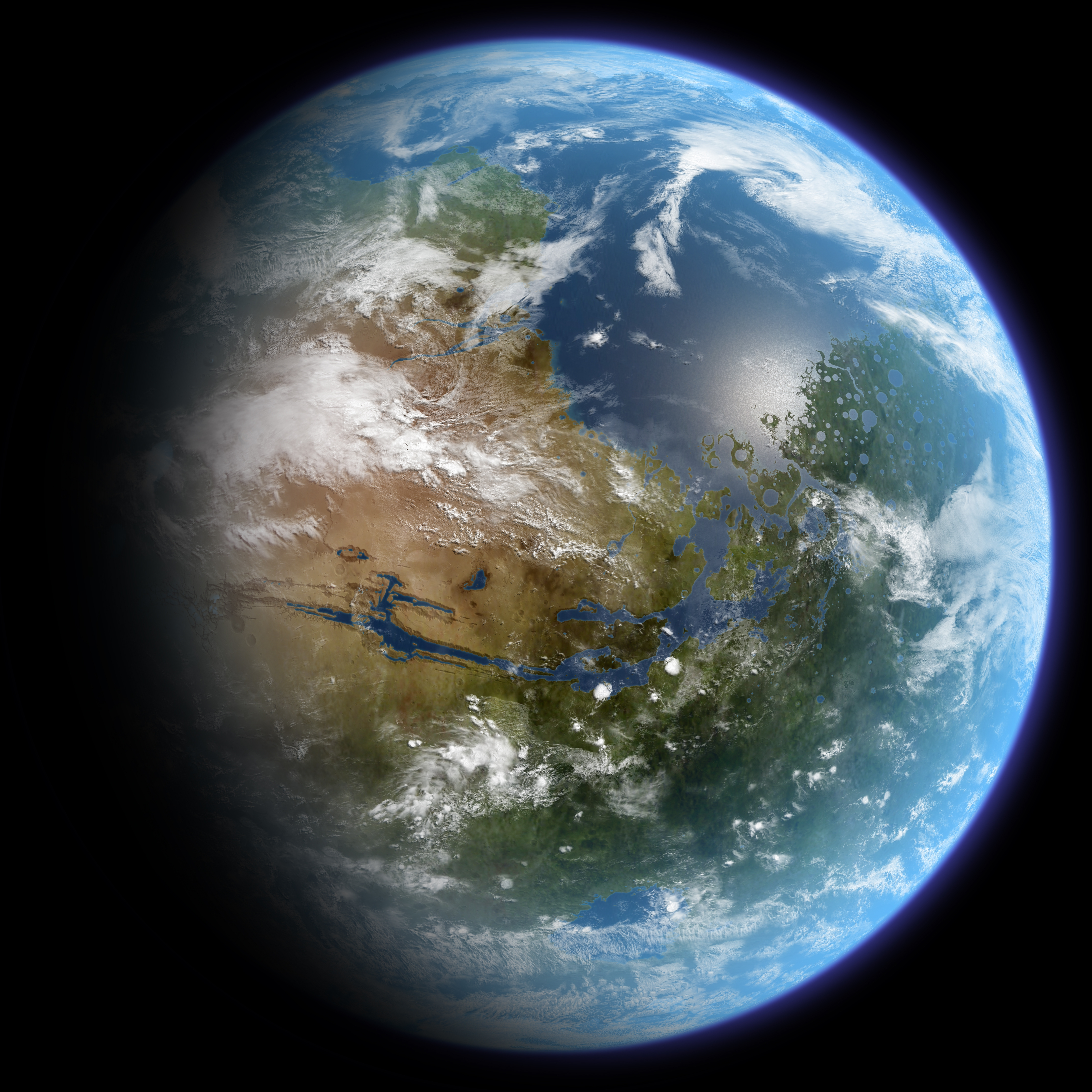
Terraformovaný Mars v představě umělce

Lidská kolonizace Marsu je cílem mnoha spekulací i seriózních studií. Povrchové podmínky Marsu a možná dostupnost vody ho dělají pravděpodobně nejlépe obyvatelnou planetou v sluneční soustavě mimo Zemi. Mars vyžaduje méně energie na jednotku hmotnosti (Delta-v) k jeho dosažení ze Země než kterákoli jiná planeta s výjimkou Venuše. S využitím Hohmannovy oběžné dráhy trvá let k Marsu asi 9 měsíců. Kratší doba je možná, ale spotřebuje se více paliva. Reálně připadají v úvahu cesty s lidskou posádkou trvající 6 až 7 měsíců, další zkrácení doby letu je již značně energeticky náročné. Cesta, která spotřebuje méně paliva, je také možná, ale je mnohem komplikovanější a trvá nesrovnatelně déle.

## Podobnosti se Zemí
Zatímco Země je podobná spíše sousední Venuši co do velikosti a složení, podobnost Marsu se Zemí bude pravděpodobně přesvědčivější, když uvážíme možnost kolonizace.
- Marsovský den (sol) je velmi podobný tomu na Zemi. Trvá 24 hodin 39 minut 35,244 sekund.[2]
- Mars má rozlohu povrchu 28,4 % rozlohy povrchu Země, pouze o trochu méně než je rozloha všech světadílů na Zemi. Má také poloviční průměr než Země a pouze 1/10 hmotnosti, a to kvůli nižší hustotě.
- Mars má úhlový sklon osy 25,19°, srovnatelný s 23,44° na Zemi.[3] Díky tomu jsou zde roční období, podobná těm na Zemi, ačkoli jsou téměř dvakrát tak dlouhá, neboť marsovský rok činí 1,88 roku pozemského.
- Mars má atmosféru. Přestože je velmi tenká (0,7 % atmosféry Země),[zdroj?] poskytuje ochranu před slunečním a kosmickým zářením a radiací. Může být využita ke zpomalování kosmických sond a plavidel. Nicméně přizpůsobit atmosféru lidem půjde jen lokálně, protože zdroje na Marsu ji umožňují zvýšit globálně (terraformace Marsu) pouze na 7 % atmosféry Země.[4]
- Nedávná pozorování NASA a ESA potvrzují existenci vody na Marsu. Zdá se, že na Marsu je dostatek prvků nutných k vybudování obyvatelné základny.[1]

## Odlišnosti
- Gravitace na Marsu je pouze třetinová. To není významné, pokud je dostatečná k prevenci zdravotních problémů způsobených stavem beztíže.
- Mars je mnohem chladnější než Země, s povrchovou teplotou −85 °C až −5 °C.[5]. Průměrná teplota je zde −63 °C (max. 20 °C, min. −140 °C).
- Na Marsu není tekutá voda ve velkých objemech, avšak jsou zde přítomna vyschlá říční koryta.
- Protože je Mars dále od Slunce, množství sluneční energie získatelné v horních vrstvách atmosféry (solární konstanta) je pouze poloviční, než v horních vrstvách atmosféry Země nebo na povrchu Měsíce. Nicméně sluneční energie, která dosahuje povrchu Marsu, není pohlcována tenkou atmosférou Marsu jako na Zemi, a tak je sluneční energie víceméně stejná jako na Zemi. Kdyby byl Mars terraformován, významně by ubylo slunečního záření, které by dosáhlo povrchu.
- Oběžná dráha Marsu je více excentrická než Země, což znamená kolísání teplot.
- Atmosférický tlak je příliš nízký, než aby člověk přežil na povrchu Marsu bez skafandru. Obytné struktury budou muset být konstruovány podobně jako vesmírné lodě (ne však tolik robustně) schopné vydržet v prostoru s nižším tlakem.[zdroj?] Tlak na Marsu je 700 Pa, tedy přibližně 145× menší než na Zemi.
- Atmosféra na Marsu obsahuje 95 % oxidu uhličitého.
- Mars nemá magnetosféru, nemůže se proto bránit před slunečním větrem.
- Mars nemá velký měsíc, který by stabilizoval jeho rotační osu a zároveň způsoboval proměnné prostředí v přílivových zónách a vytvářel tak přechodné prostředí (nemá ani vodu v kapalném skupenství v dostatečném množství). Nepřítomnost velkého měsíce dovoluje masivní změny sklonu rotační osy od současné polohy 25,16 stupňů až po 90 stupňů. Na pólech pak může teplota oscilovat během roku od hlubokých mrazů až po 80 °C.
- Mars nemá uhličitano-křemičitanový stabilizující cyklus.

## Obyvatelnost
Fyziologicky můžeme o atmosféře Marsu uvažovat jako o vakuu. Nechráněný člověk ztratí vědomí do 20 sekund a nepřežije více než minutu na povrchu bez ochranného prostředku. Navíc je povrch zamořen jedovatými chloristany.
Přesto jsou podmínky na Marsu mnohem příhodnější pro život než na Merkuru s extrémními výkyvy teplot, na rozpálené Venuši dštící kyselinu sírovou nebo na ledových a vzdálených vnějších planetách. Pouze vrcholky mraků na Venuši jsou v podmínkách obyvatelnosti bližší Zemi než Mars.
21. března 2007 na konferenci JPL, Shana Dale z NASA řekla: „Také doufáme, že zjistíme, jestli Mars může poskytnout druhý domov pro lidi – rozšíření naší civilizace – 40 milionů mil od Země.“

## Projekty
V listopadu 2012 šéf soukromé americké společnosti SpaceX Elon Musk představil projekt vybudování kolonie pro 80 000 lidí na Marsu. V září 2016 představil projekt Meziplanetárního dopravního systému, který by měl lidstvu kolonizaci Marsu umožnit.